# Tuczna (Biała Podlaska)
Pour les articles homonymes, voir Tuczna.
Tuczna (prononciation : [ˈtut͡ʂna]) est un village polonais de la gmina de Tuczna dans le powiat de Biała Podlaska de la voïvodie de Lublin dans l'est de la Pologne.
Le village est le siège administratif (chef-lieu) de la gmina appelée gmina de Tuczna.
Il se situe à environ 28 kilomètres au sud-est de Biała Podlaska (siège du powiat) et 93 kilomètres au nord-est de Lublin (capitale de la voïvodie).

## Histoire
De 1975 à 1998, le village est attaché administrativement à la voïvodie de Biała Podlaska.

Depuis 1999, il fait partie de la voïvodie de Lublin.

## Galerie
Quelques de vues du village

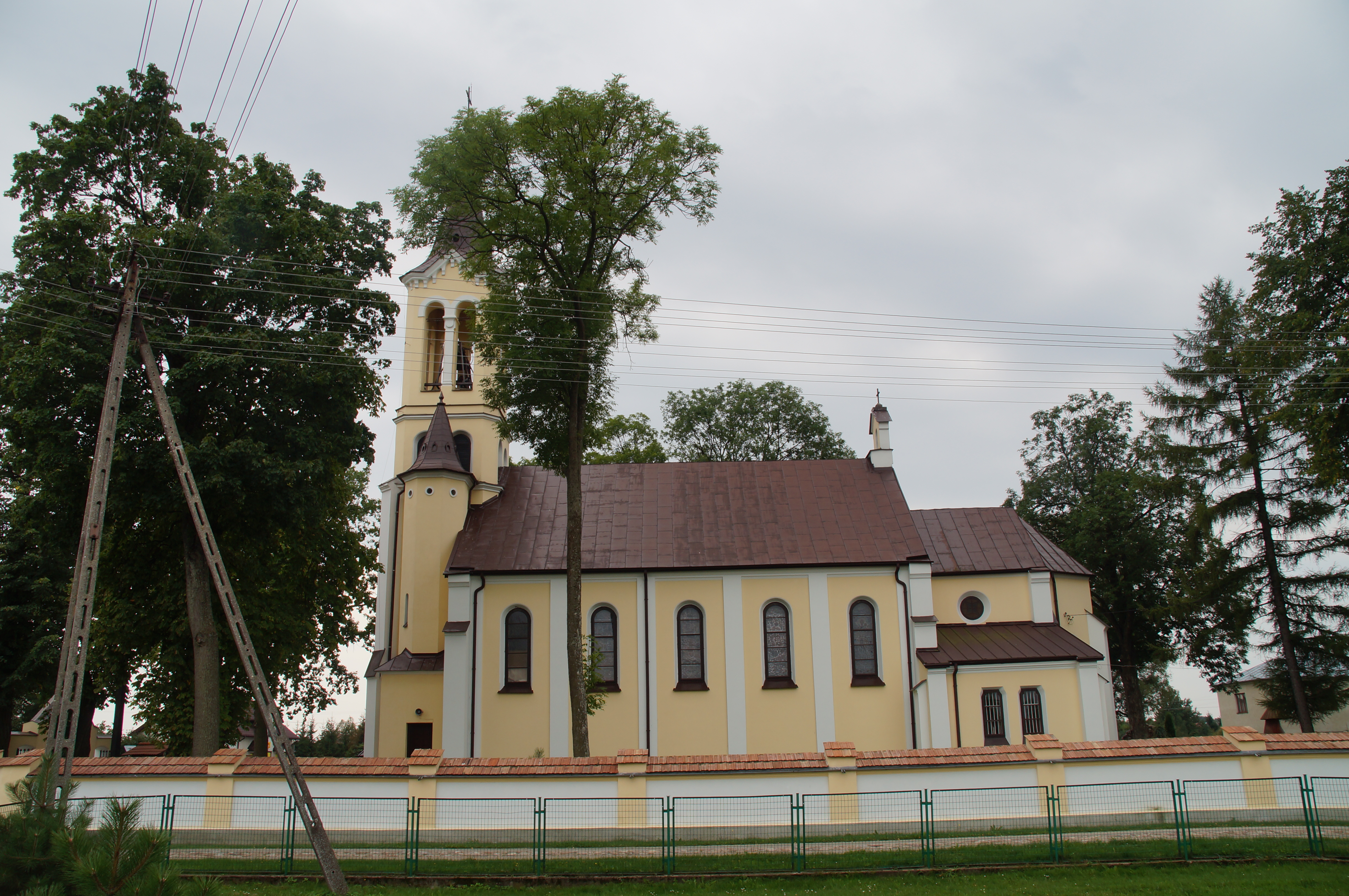
Église Sainte-Anne de Tuczna
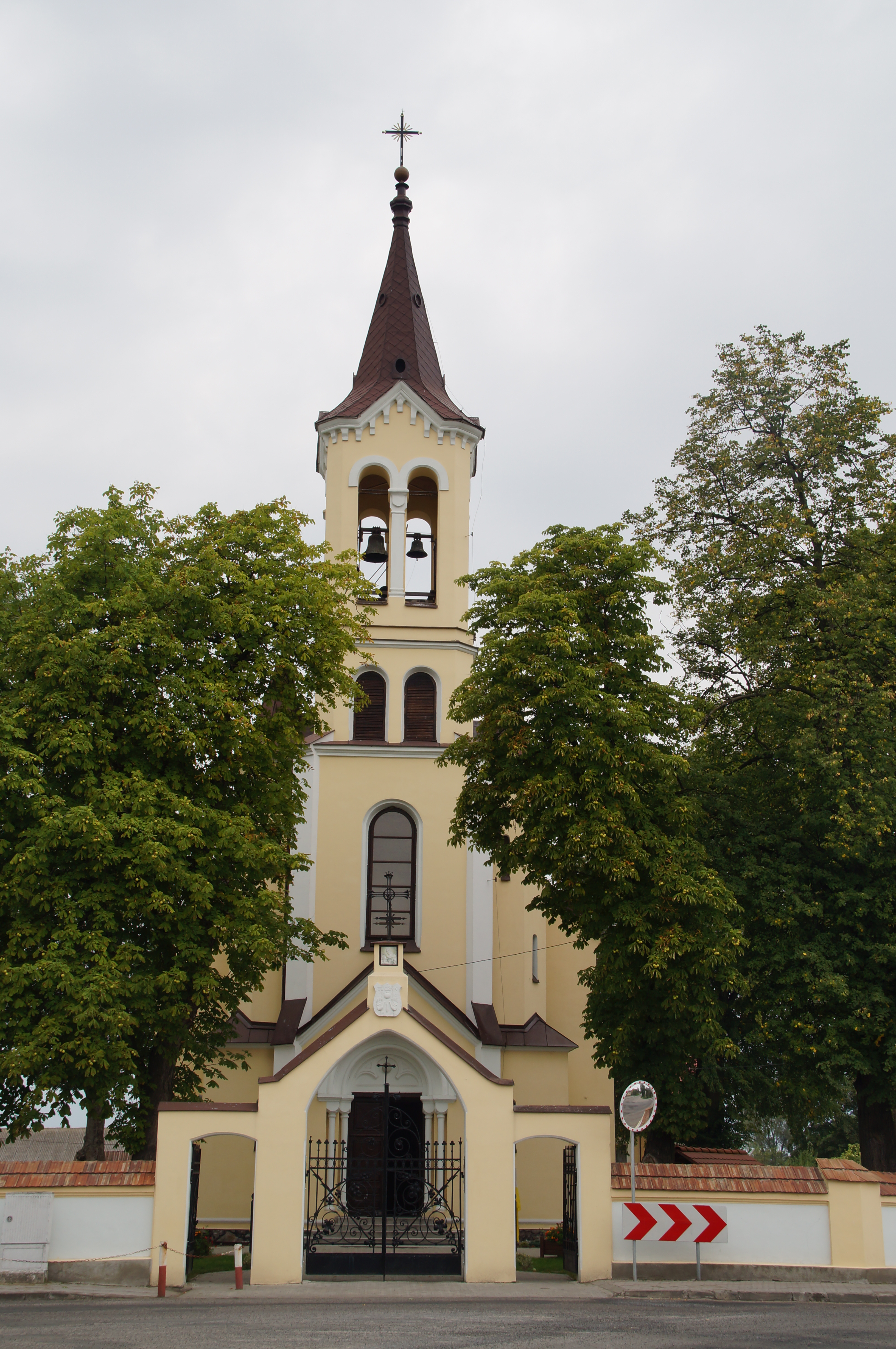
Autre vue de l'église Sainte-Anne